# 花斑裸胸鱔
花斑裸胸鱔，又名花斑裸胸鯙、細花斑裸胸鱔，俗名薯鰻、錢鰻，為輻鰭魚綱鰻鱺目鯙亞目鯙科的其中一個種。

## 分布
本種僅分布日本和歌山縣以南及台灣一帶海域。

## 深度
生活在水深1至20公尺的海中。

## 特徵
本魚體呈白色而密佈小黑點，有些小黑點會聚合成一微暗的黑斑；前上顎骨之中央齒1至2枚，呈圓錐狀，不較周圍之齒長；鰓裂周圍無黑斑，口腔內有類似體表的斑點，背鰭、臀鰭具有白色邊緣。體長可達120公分。牙齒銳利，需小心咬傷。

## 生態
本魚棲息於淺珊瑚礁區之洞穴中，肉食性，以魚類為食。

## 經濟利用
較少人食用，多作為觀賞魚。